# Biserica „Sfântul Arhanghel Mihail” din Răscăieți
Biserica „Sf. Arhanghel Mihail” este o biserică amplasată în Răscăieți, raionul Ștefan Vodă, Republica Moldova. Este un monument arhitectural de importanță națională inclus în Registrul monumentelor Republicii Moldova ocrotite de stat cu nr. 327 (raionul Ștefan Vodă). Datează din 1822.